# FR 45 (torpediniera)
La FR 45 è stata una torpediniera della Regia Marina, ex unità francese. 

## Storia
Costruita tra il 1934 ed il 1938, la nave originariamente si chiamava Baliste ed apparteneva alla classe di torpediniere La Melpomène, caratterizzate da gravi problemi di stabilità e tenuta al mare.
Posta in disarmo in seguito alla sconfitta francese del giugno 1940, la nave il 27 novembre 1942, in seguito all'occupazione tedesca dei territori della Francia di Vichy, si autoaffondò a Tolone insieme al resto della flotta francese per evitare la cattura. Dopo l'autoaffondamento la Baliste si posò sul fondale fortemente sbandata sul lato sinistro, lasciando emergere armamento, sovrastrutture ed una parte di scafo e ponte del lato di dritta.
Ritenuta tuttavia riparabile, venne quindi rimessa a galla il 13 maggio 1943. Incorporata nella Regia Marina come FR 45, la torpediniera venne sottoposta a Tolone a sommari lavori che avrebbero dovuto consentirle di essere trainata in Italia e sottoposta ad ulteriori lavori di riparazione ed ammodernamento. 
Tuttavia l'armistizio sorprese l’FR 45 ancora a Tolone: non potendo muovere, la nave venne catturata dalle truppe tedesche il 9 settembre 1943. 
Incorporata nella Kriegsmarine come TA 12, la nave non entrò mai in servizio ed il 27 novembre 1943, durante un bombardamento aereo alleato su Tolone, venne colpita da bombe sganciate da bombardieri Boeing B 17 ed affondò nel porto della città.